# Antoine Richard (Kunsthändler)

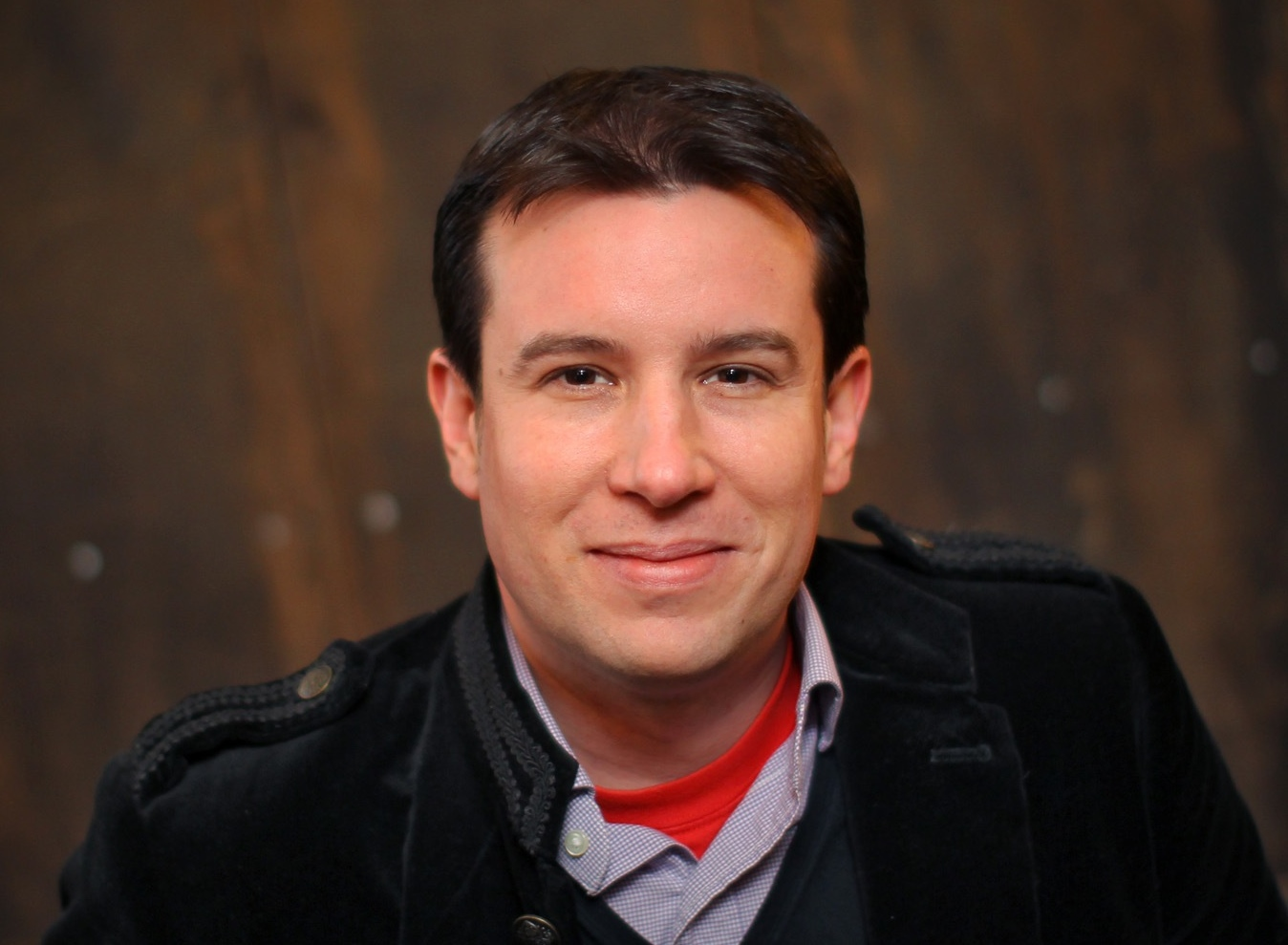
Antoine Richard, 2012

Antoine Sven Richard (* 14. April 1978 in Mainz) ist ein deutsch-französischer Kunsthändler. Mit seinen Auftritten in verschiedenen Trödel-Fernsehsendungen wurde er einem breiteren Publikum bekannt.

## Leben
Antoine Richard ist der Sohn einer deutschen Kinderkrankenschwester und des französischen Schreiners und Künstlers Michel Richard aus Brest. Seit 1999 arbeitete er zusammen mit seinem Vater in dessen Renovierungswerkstatt in Mainz, das seit 1983 mit einem angegliederten Ladengeschäft für Kunst und Antiquitäten unter dem Namen La Belle Époque bestand.
Nach seinem Abitur studierte Richard für kurze Zeit Germanistik, Romanistik und Kunstgeschichte an der Universität Mainz, darauf Veterinärmedizin, was er nach sechs Semestern aufgab. Zwischen 2007 und 2015 studierte er Psychologie an der Universität des Saarlandes, schloss das Studium jedoch nicht ab. Danach übernahm er das Geschäft seines Vaters, das er bis zum September 2021 weiterbetrieb.
Ab 2009 war Richard in 25 Episoden als Experte in der Sendereihe Der Trödeltrupp auf RTL II zu sehen. Ab März 2016 erschien er als Restaurator in 15 Episoden der ZDF-Produktion kaputt und … zugenäht! Von August 2018 bis Juli 2020 trat Richard als Händler in der RTL-Sendereihe Die Superhändler – 4 Räume, 1 Deal auf. In der RTL-Fernsehreihe Kitsch oder Kasse fungierte er 2020 in 44 Folgen als Antiquitätenexperte.
Richard ist ledig und hat keine Kinder.

## Kontroversen
Richard äußerte sich öffentlich mehrfach kritisch zur Corona-Thematik. Er leugnete nicht die Existenz des Virus, stellte aber die staatlich angeordneten Corona-Schutzmaßnahmen infrage. Er kritisierte die Kontakt- und Ausgangsbeschränkungen und verbreitete im März 2021 eine 50 Punkte umfassende Liste „Alle[r] Vor- und Nachteile der strengen, politischen Maßnahmen“.
2022 verbreitete er auf seinem YouTube-Kanal unter anderem die These, dass „Sozialismus […] eine psychische Erkrankung“ sei und bot der AfD-Politikerin Enxhi Seli-Zacharias eine fast einstündige Bühne.
2023 nannte Richard den Rundfunkbeitrag „erpresstes Geld“, wobei „Menschen per Androhung von Gewalt“ und „von Gefängnis“ gezwungen würden, „miese Unterhaltungssendungen und politische Propaganda zu finanzieren“. Er sah einen einzigen, mit Steuergeldern finanzierten, reinen Informationssender für Berichte über Gesetze oder Bundestagsreden und ohne Meinung oder Kommentare als genügend an.